# Jadranovo
Jadranovo je naselje na Hrvaškem, ki upravno spada pod mesto Crikvenica; le-ta pa spada pod Primorsko-goransko županijo.
Jadranovo je turistični kraj in naselje z manjšim pristaniščem. Leži na obali, kjer ožina Mala vrata prehaja v Velebitski kanal, med Kraljevico in Crikvenico, od katere je oddaljeno 9 km, nasproti najbolj severnega dela Krka, od katerega je oddaljeno 0,7 km. Nekdanje naselje ribičev in zidarjev, ki se je prej imenovalo Sveti Jakov, Šiljevica, Sveti Jakov Šiljevica in Ivanovo se izredno hitro razvija v pravo turistično mestece. Majhne peščene plaže, borovi gozdički,  čisto morje, izviri vode v zalivčku Perčin ter zdravilno blato v zalivčku Lokvišče privabljajo številne turiste.

## Demografija
| Pregled števila prebivalcev po letih | Pregled števila prebivalcev po letih | Pregled števila prebivalcev po letih | Pregled števila prebivalcev po letih | Pregled števila prebivalcev po letih | Pregled števila prebivalcev po letih | Pregled števila prebivalcev po letih | Pregled števila prebivalcev po letih | Pregled števila prebivalcev po letih | Pregled števila prebivalcev po letih | Pregled števila prebivalcev po letih | Pregled števila prebivalcev po letih | Pregled števila prebivalcev po letih | Pregled števila prebivalcev po letih | Pregled števila prebivalcev po letih |
| ------------------------------------ | ------------------------------------ | ------------------------------------ | ------------------------------------ | ------------------------------------ | ------------------------------------ | ------------------------------------ | ------------------------------------ | ------------------------------------ | ------------------------------------ | ------------------------------------ | ------------------------------------ | ------------------------------------ | ------------------------------------ | ------------------------------------ |
| 1857                                 | 1869                                 | 1880                                 | 1890                                 | 1900                                 | 1910                                 | 1921                                 | 1931                                 | 1948                                 | 1953                                 | 1961                                 | 1971                                 | 1981                                 | 1991                                 | 2001                                 |
| 657                                  | 737                                  | 870                                  | 1012                                 | 1152                                 | 1202                                 | 1223                                 | 1186                                 | 976                                  | 935                                  | 849                                  | 914                                  | 936                                  | 1008                                 | 1148                                 |